# Museo Simón Bolívar
El Museo Simón Bolívar es un museo ubicado en Cenarruza-Puebla de Bolívar, pueblo de los antepasados del Libertador Simón Bolívar, en una granja llamada Errementarikua, al lado del Camino de Santiago. 

## Historia
El museo se inauguró el 24 de julio de 1983, el segundo centenario del nacimiento de Bolívar. La colección del museo está dedicada a la historia medieval de Vizcaya y la carrera personal y política de Simón Bolívar. 

## Colección
La entrada al museo muestra la iconografía bolivariana. 
En el primer piso se encuentra una exposición dedicada a los diferentes aspectos de la Edad Media, como el estilo de vida y el paisaje medieval, la iglesia en la Edad Media, acciones económicas, fundiciones y la creación de la ciudad. El segundo piso está totalmente dedicado a Simón Bolívar, la biografía del personaje, la genealogía, sus viajes por Europa y otros objetos a través de los países bolivarianos.